# فرودگاه بین‌المللی چوک
فرودگاه بین‌المللی چوک (به انگلیسی: Chuuk International Airport) یک فرودگاه همگانی با کد یاتا TKK است که یک باند فرود آسفالت دارد و طول باند آن ۱۸۳۱ متر است. این فرودگاه در کشور ایالات فدرال میکرونزی قرار دارد و در ارتفاع ۳ متر بالاتر از سطح دریا واقع شده‌است.